# Automolis epimela
Automolis epimela là một loài bướm đêm thuộc phân họ Arctiinae, họ Erebidae.